# Hans-Jürgen Kock
Hans-Jürgen Kock (* 17. Oktober 1958 in Iserlohn) ist ein deutscher Mediziner und Hochschullehrer.

## Leben
Hans-Jürgen Kock studierte 1979 bis 1986 Humanmedizin in Berlin und Kiel und absolvierte 1985/86 sein Praktisches Jahr an der University of Durban, Südafrika. 1986 legte er an der Christian-Albrechts-Universität zu Kiel sein Staatsexamen ab und wurde zum Dr. med. promoviert. 1986 war er Assistent am Anatomischen Institut der Christian-Albrechts Universität. Von 1987 bis 1994 absolvierte er seine chirurgische Weiterbildung und von 1995 bis 1996 seine unfallchirurgische Weiterbildung am Universitätsklinikum Essen, wo er sich 1996 für das Fach Unfallchirurgie habilitierte. Von 1990 bis 1994 war er Mitglied des Graduierten-Kollegs Biomaterialien der Deutschen Forschungsgemeinschaft und 1993 Gründungsmitglied der Deutschen Gesellschaft für Biomaterialien. 2005 wurde Kock von der Universität Heidelberg zum außerplanmäßiger Professor ernannt.
Von 2005 bis 2009 war er Chefarzt der Klinik für Orthopädie und Unfallchirurgie in den Hochtaunus-Kliniken in Bad Homburg und Usingen.
Vom 1. Januar 2010 bis zum August 2011 war er Chefarzt der Klinik für Unfallchirurgie und Orthopädische Chirurgie im Stadtkrankenhaus Offenbach.
Ab Oktober 2012 war Kock Chefarzt der Klinik für Orthopädie und Unfallchirurgie an den Neckar-Odenwald-Kliniken in Mosbach und Buchen., schied dort aber bereits auf Ende März 2013 wieder aus. Im Jahr 2014 trat er eine Stelle als Oberarzt am Vivantes Humboldt-Klinikum in Berlin an. Von Mai 2016 bis Oktober 2017 war er Chefarzt der Orthopädie & Unfallchirurgie am Klinikum Werra-Meißner, Standort Eschwege und Witzenhausen.

## Arbeitsschwerpunkt
Kocks klinische Schwerpunkte sind die rekonstruktive Knochen- und Gelenkchirurgie (AO), Endoprothetik von Hüft-, Knie- und Schultergelenken (AE), Wirbelsäulenchirurgie incl. Kyphoplastie, arthroskopische Chirurgie, Sportorthopädie mit Knie- und Schulterchirurgie, Alterstraumatologie, Kindertraumatologie und septische Knochenchirurgie.
Wissenschaftliche Schwerpunkte sind die Thromboseprophylaxe, der klinische Einsatz von Biomaterialien wie Knochenersatz und Knochenzemente und die Anwendung von Wundantiseptika.

## Schriften
- Zyklische Erneuerung photorezeptiver Membranen im Pinealkomplex von Rana esculenta. Dissertation. Universität Köln 1987.
- Thromboserisiko und Thromboseprophylaxe bei ambulanten Patienten mit Gipsimmobilisation der unteren Extremität. Thieme 1997, ISBN 3-131-10161-X.
- Thromboseprophylaxe bei ambulanten Patienten mit Gipsimmobilisation.  Springer 1998, ISBN 3-540-63588-2.